# 515 г. пр.н.е.

## Събития

### В Азия

#### В Персийската империя
- Цар на Персийската (Ахеменидска) империя e Дарий I (522 – 486 г. пр.н.е.).[1]
- Дарий присъединява териториите между Гандхара и Сатагидия към своето царство.[2]
- В Йерусалим е завършено строителството на Втория храм.[3]

### В Африка
- Спартанецът Дорией основава колония на река Кинипс в Триполитания и в близост до финикийската колония Лептис. Само след две години той е прогонен от съюз на местни либийски племена и картагенците, което довежда до края на колонията.[4]

### В Европа
- Хипий и Хипарх са тирани в Атина.[5]
- Демарат (515 – 491 г. пр.н.е.) става цар на Спарта от рода на Еврипонтиди.[6]